# АвтоЗАЗ
АвтоЗАЗ — українська компанія з виробництва автомобілів. Компанія була заснована в 1975 році, як виробниче об'єднання, і холдинг включав Мелітопольський моторний завод, Іллічівській завод автоагрегатів та ряд інших виробничих потужностей автомобільної промисловості в містах Луцьк (ЛуАЗ) і Херсон. У 1990-х роках компанія змінила форму власності, ставши акціонерним товариством, хоча 100 % акцій залишилося за урядом.
У 1998 р. «АвтоЗАЗ» створив спільне підприємство з компанією «Daewoo Motors», під назвою «АвтоЗАЗ-Daewoo» (АвтоЗАЗ-ДЕУ). Після банкрутства «Daewoo Motors», в 2001 році, вона була викуплена компанією «General Motors», проте General Motors відмовився від придбання зарубіжних філій виробництва, в тому числі «АвтоЗАЗ-Daewoo».
Корпорація «УкрАВТО» викупила «АвтоЗАЗ» (з 2000-х років державні 82% акцій «АвтоЗАЗ» було довірено українській автомобільній корпорації («УкрАВТО»), в 2002 році корпорація купила ці акції і злилася з «АвтоЗАЗ»), а частка Daewoo в СП «АвтоЗАЗ-Daewoo» була пізніше викуплена швейцарською інвестиційною компанією «Hirsch & CIE» в 2003 році.